# DNAJC1
DNAJC1‏ (DnaJ heat shock protein family (Hsp40) member C1) هوَ بروتين يُشَفر بواسطة جين DNAJC1 في الإنسان.